# Hvordan mon du har det
Hvordan mon du har det è l'album di debutto della cantante danese Louise Ellerbæk, pubblicato il 26 aprile 2001 su etichetta discografica Medley Records.

## Tracce
1. Hvordan mon du har det – 4:24
2. Ingen kan erstatte dig – 5:50
3. Intet gensyn mere (Vi si'r farvel) – 5:00
4. Kun et døgn – 5:50
5. Vil ikke la' dig gå – 4:01
6. Gasværksvej – 5:55
7. Tættere på kanten – 6:18
8. Mens jeg mister dig – 5:06
9. Arabisk nat – 4:04
10. Hjertedrøm – 5:47